# August Emil Vogl

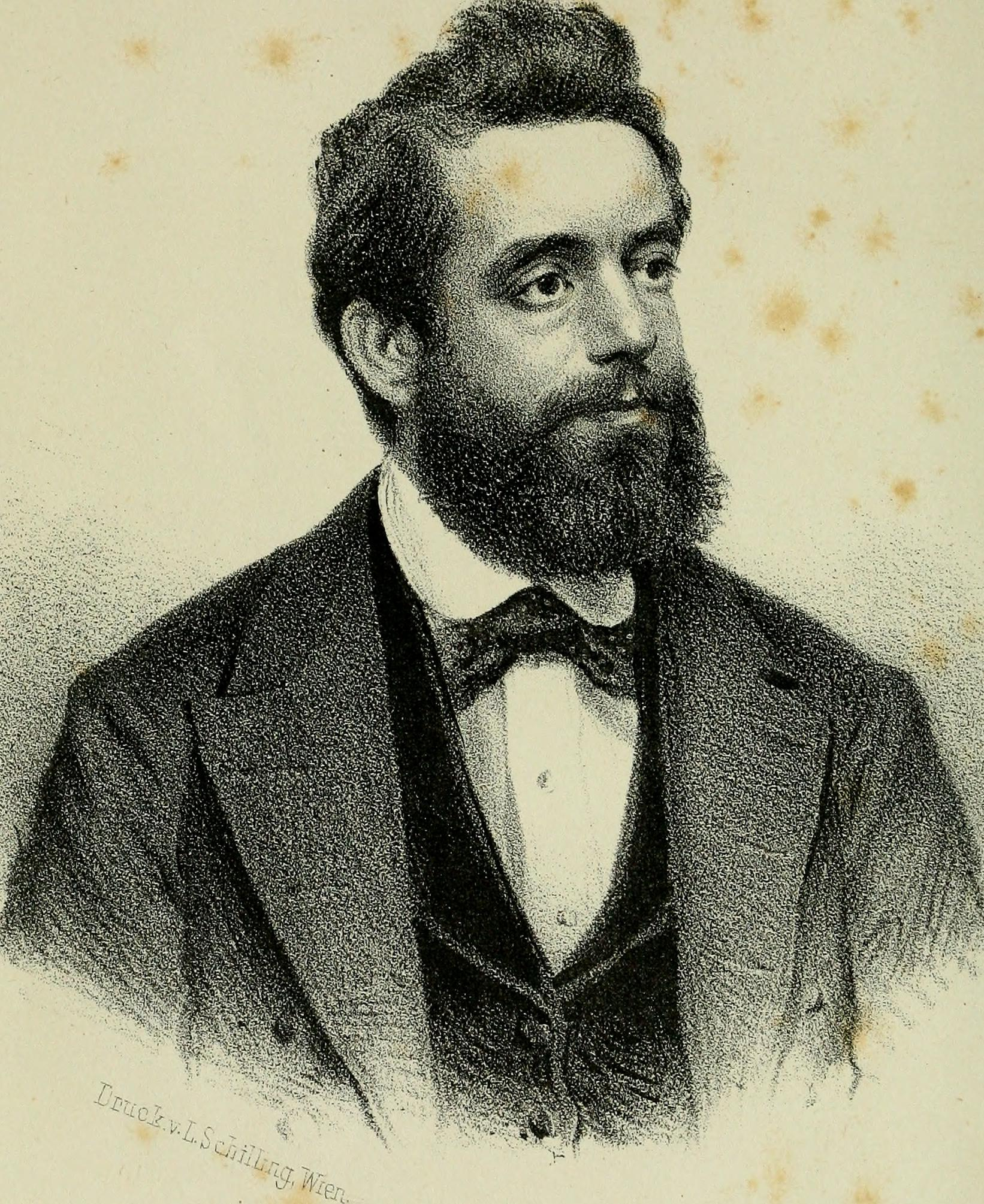
August Emil Vogl von Fernheim

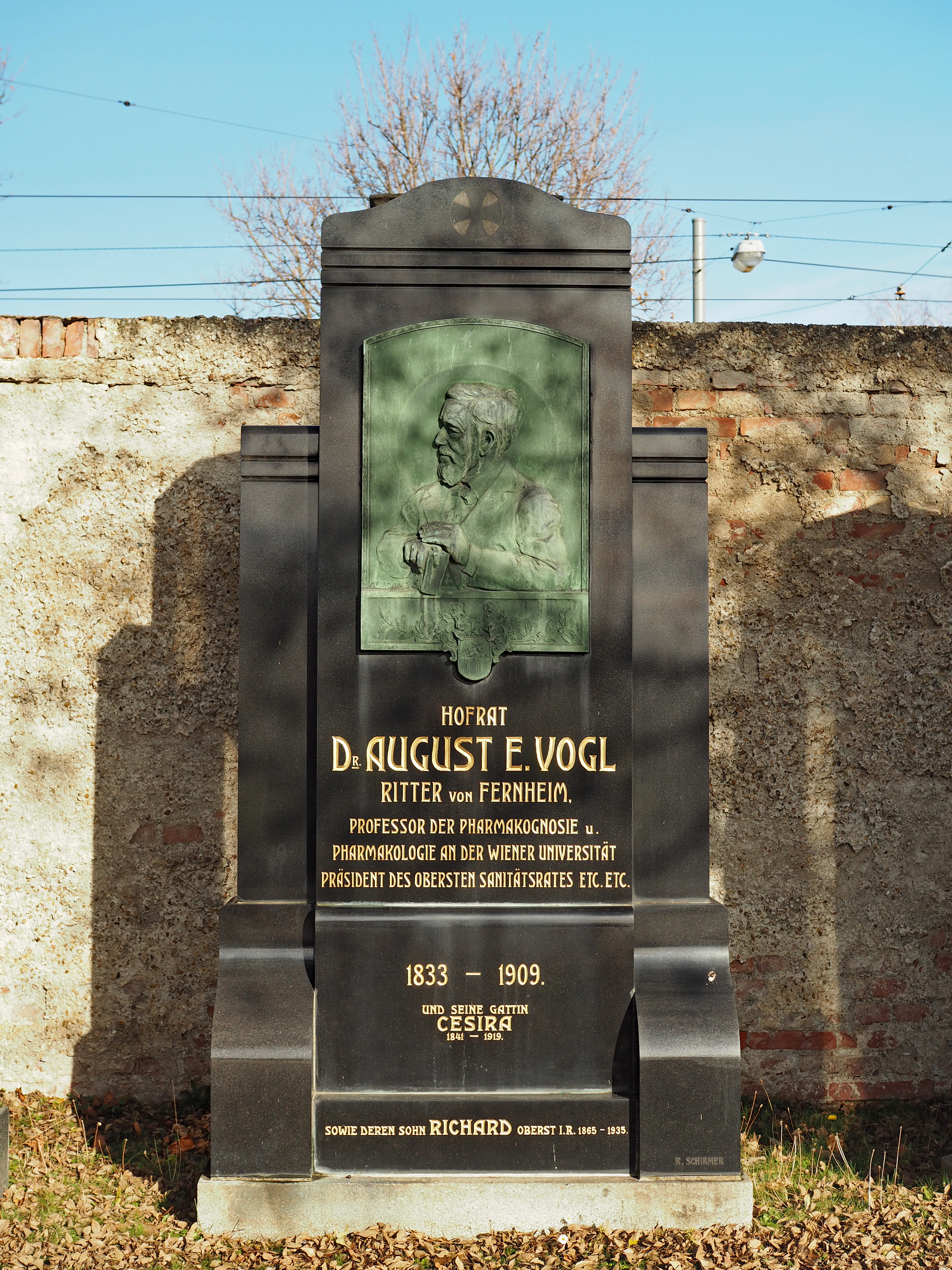
Grabstätte von August Emil Vogl von Fernheim auf dem Wiener Zentralfriedhof

August Emil Vogl Ritter von Fernheim (* 3. August 1833 in Mährisch Weißkirchen (Hranice na Moravě); † 25. Juli 1909 in Bozen) war ein österreichischer Pharmakologe und Mediziner.

## Leben
Vogl war der Sohn eines Apothekers und besuchte die Gymnasien in Olmütz und Kremsier. Ab 1854 studierte er Medizin am Josephinum in Wien. Er leistete 1859 in Mantua Wehrdienst als Arzt im zweiten italienischen Unabhängigkeitskrieg. 1860 promovierte er an der Universität Wien, wurde Oberarzt und Assistent von Constantin von Ettingshausen am Josephinum. 1864 habilitierte er sich in Wien in Pharmakognosie. 1866 wurde er Regimentsarzt und war an verschiedenen Spitälern. 1867 wurde er Bibliothekar am Josephinum und 1869 Adjunkt am chemischen Labor des Josephinum bei Franz Schneider.
1870 wurde er außerordentlicher Professor für Botanik und Zoologie am Deutschen Polytechnischen Institut in Prag und 1873 ordentlicher Professor, bevor er 1874 ordentlicher Professor für Pharmakologie und Pharmakognosie an der Universität Wien wurde. Er übernahm auch als Nachfolger von Karl Damian von Schroff die Leitung des Instituts für Pharmakologie. 1904 wurde er emeritiert. Er war sechsmal Dekan der medizinischen Fakultät und 1887/88 Rektor der Universität Wien. 1888 wurde er Hofrat. Er war ab 1879 Mitglied des Obersten Sanitätsrats und 1897 dessen Präsident. 1904 wurde er emeritiert.
Er entwickelte moderne Methoden in der Pharmakognosie, das heißt histologische, mikrochemische und entwicklungsgeschichtliche Untersuchungen unter Verwendung des Mikroskops statt der üblichen rein botanisch-anatomischen Untersuchung von Heilpflanzen und Drogen. Außerdem begründete er die mikroskopische und mikrochemische Untersuchung von Nahrungs- und Genussmitteln. Er war an der Organisation der staatlichen Lebensmitteluntersuchungsanstalten beteiligt und im ständigen Beirat des Innenministeriums in Lebensmittelfragen.
1885 wurde er Mitglied der Leopoldina und 1885 korrespondierendes Mitglied der österreichischen Akademie der Wissenschaften.

## Anerkennungen
- 1885 erhielt er das Ritterkreuz des Ordens der Eisernen Krone III. Klasse, 1894 das Ritterkreuz des Leopold-Ordens sowie die Flückinger-Medaille, 1895 die goldene Hanbury-Medaille der Pharmaceutical Society of Great Britain und 1897 das Komturkreuz des Franz Joseph-Ordens.
- 1905 wurde er Ehrenmitglied der Gesellschaft der Ärzte in Wien.
- 1898 wurde er als Ritter von Fernheim geadelt.

## Schriften
- Die Chinarinden des Wiener Großhandels und der Wiener Sammlungen. 1867.
- Commentar zur österreichischen Pharmacopoe. 3 Bände 1869.
- Nahrungs- und Genussmittel aus dem Pflanzenreiche. Manz, Wien 1872 (Digitalisat)
- Die gegenwärtig am häufigsten vorkommenden Verfälschungen und Verunreinigungen des Mehles und deren Nachweisung. 1880.
- mit Wenzel Bernatzik (Hrsg.): Lehrbuch der Arzneimittellehre, 1886 (Digitalisat)
- Anatomischer Atlas zur Pharmakognosie. 1887.
- Garcia de Orta und seine Bedeutung für die Pharmakognosie (Inaugurationsrede). 1887.
- Pharmakognosie. Ein Lehr- und Handbuch für Studierende, Apotheker, Drogisten, Sanitätsbeamte und Aerzte. C. Gerold’s Sohn, Wien 1892.
- Die wichtigsten vegetabilischen Nahrungs- und Genussmittel mit besonderer Berücksichtigung der mikroskopischen Untersuchung auf ihre Echtheit, ihre Verunreinigungen und Verfälschungen. Urban & Schwarzenberg, Berlin und Wien 1899. (Digitalisat)
- Von ihm stammen Beiträge zur Pharmacopoea Austriaca.
- Beiträge Vogls zu Albert Eulenburgs Real-Encyclopädie der gesammten Heilkunde. Erste Auflage.
  - Band 1 (1880) (Digitalisat), S. 74–76: Absinthium; S. 129–130: Adeps suillus; S. 142–143: Agaricus; S. 146: Agropyrum; S. 179–180: Alkanna; S. 204–205: Althaea; S. 223: Ambra; S. 271–273: Amygdalae; S. 334: Angostura; S. 460: Apiol; S. 473–474: Araroba; S. 488–489: Aristolochia; S. 514–515: Arnica; S. 534–535: Asa foetida; S. 657–659: Aurantium
  - Band 2 (1880) (Digitalisat), S. 3–4: Balsame; S. 112–114: Belladonna; S. 115–117: Benzoë; S. 118–119: Berberin; S. 139–140: Bernstein; S. 167–168: Bibirin; S. 325–327: Blutegel
  - Band 3 (1880) (Digitalisat), S. 7–8: Carrageen; S. 9–10: Caryophyllata; S. 11–12: Cascarilla; S. 17–18: Castoreum; S. 78–79: Catechu; S. 116: Centaurea; S. 116–117: Centaurium; S. 137–138: Cetraria; S. 141–142: Chamomilla; S. 307–309: Citronen; S. 340–341: Coca; S. 379: Columbo; S. 487–489: Copaivabalsam; S. 526–527: Crocus; S. 528–529: Crotonöl; S. 541–542: Cubeben; S. 543–544: Cumarin; S. 544–545: Cundurango; S. 575: Cynoglossum
  - Band 4 (1880) (Digitalisat), S. 223:  Dulcamara; S. 332–333: Eiche, Eichenrinde, Eicheln; S. 465: Elemi
  - Band 5 (1881) (Digitalisat), S. 130–132: Eucalyptus; S. 286–287: Filix mas; S. 457: Galbanum; S. 708–710: Gelsenium
  - Band 6 (1881) (Digitalisat), S. 3–4: Gentiana; S. 108–109: Glycyrrhiza; S. 114–116: Granatum; S. 137–138: Guajacum; S. 143: Gummi-Harze; S. 146–147: Guttapercha; S. 347–348: Harze; S. 384: Helenium; S. 385–386: Helleborus
  - Band 7 (1881) (Digitalisat), S. 91–95: Jaborandi; S. 97–98: Ichthycolla; S. 175: Ingwer; S. 332–333: Kamala; S. 333–337: Kampfer; S. 699–700: Kusso
  - Band 8 (1881) (Digitalisat), S. 17–18: Lactuca, Lactuarium; S. 18–19: Laminaria; S. 87–88: Lavandula; S. 300–301: Lindenblüthen; S. 301–302: Linum; S. 310–311: Lobelia; S. 410–411: Lupulin; S. 581–582: Manna; S. 640: Mastix
  - Band 9 (1881) (Digitalisat), S. 12–14: Mentha; S. 327–329: Muscarin; S. 332–334: Muskat; S. 397–398: Myrrha; S. 449–430: Naphthalin
  - Band 10 (1882) (Digitalisat), S. 89–90: Olibanum; S. 90: Olivenöl; S. 314–315: Paraffin; S. 504–505: Perubalsam; S. 639–643; Physostigma; S. 653–654: Piper
  - Band 11 (1882) (Digitalisat), S. 239–240: Pulsatilla; S. 274–276: Quassia; S. 276–278; Quebracho; S. 352: Ratanhia; S. 520–521: Rosa; S. 521–522: Rosmarin; S. 599–600: Sabadilla; S. 600–601: Sabina; S. 622: Salep; S. 640–641: Sandarak; S. 664–667: Santonin; S. 667–669: Saponaria; S. 682–683: Sarpasilla
  - Band 12 (1882) (Digitalisat), S. 395–397: Scilla; S. 423: Sebum; S. 423–428: Secale; S. 461–462: Seidelbast; S. 487: Senega; S. 532–534: Sinapis
  - Band 13 (1883) (Digitalisat), S. 76–77: Staphysagria; S. 163–164: Storax; S. 199–200: Stramonium; S. 477–482: Terpentin; S. 561: Tolubalsam; S. 613: Tragant
  - Band 14 (1883) (Digitalisat), S. 376–377: Valeriana; S. 378–379: Vanille
  - Band 15 (1883) (Digitalisat), S. 80–82: Zimmt